# Giovanni Scalfarotto
Giovanni Scalfarotto (attestato anche come Scalferotto e Scalfurotto; Venezia, 17 aprile 1672 – Venezia, 10 ottobre 1764) è stato un architetto italiano.

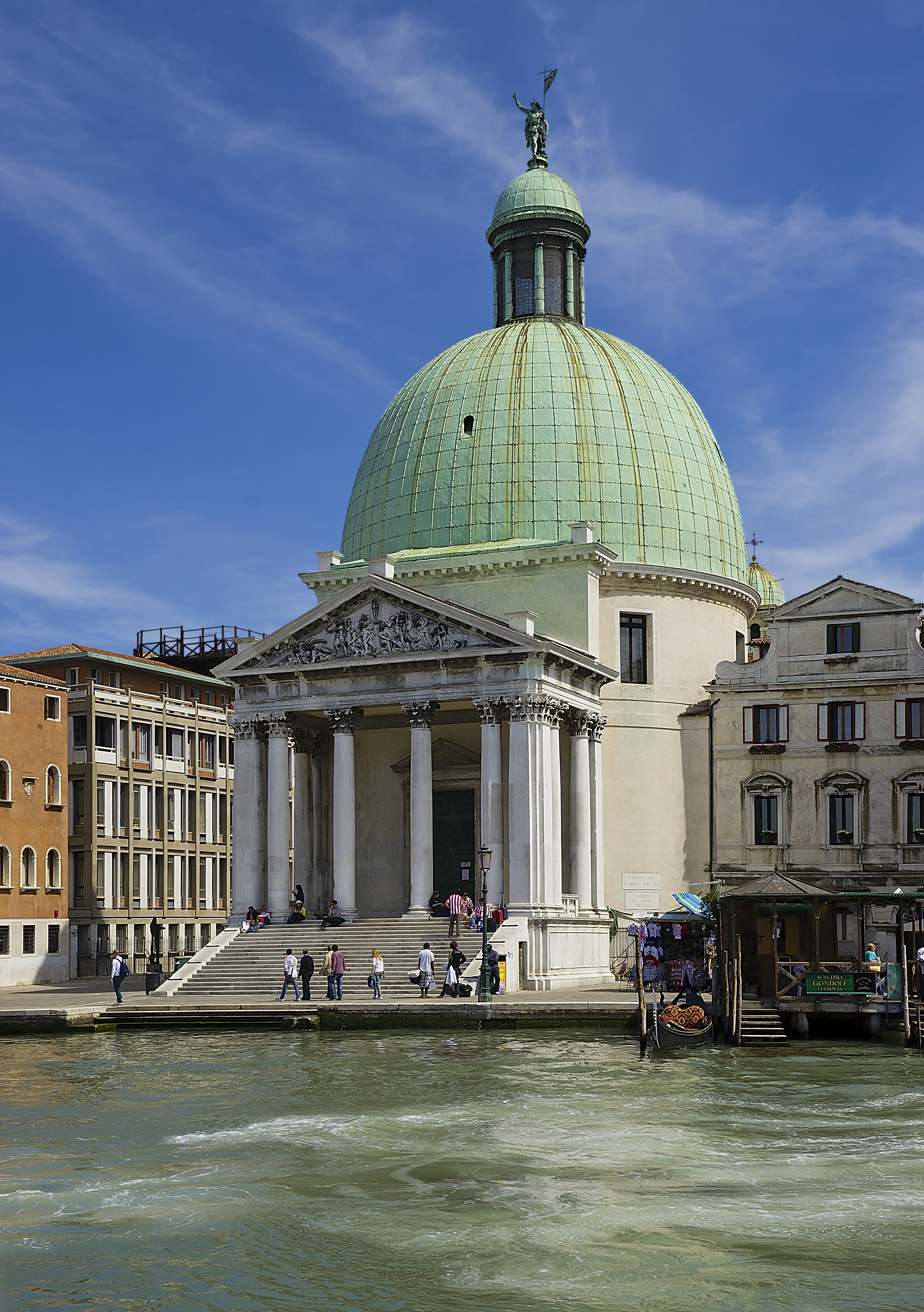
Chiesa di San Simeon Piccolo, Venezia

Cominciò a fare carriera quando aveva già quasi quarant'anni, forse favorito dalle illustri parentele nel mondo dell'architettura. Autore perlopiù di piccoli interventi sparsi per Venezia, deve la sua notorietà alla grandiosa rifabbrica della chiesa di San Simeon Piccolo.

## Biografia
Era il secondogenito di Tommaso, muratore originario di Valmarino, e di Maddalena. Dall'Ottocento viene indicato anche con il secondo nome Antonio, tuttavia non risulta usato nei documenti coevi; nell'atto di battesimo fu registrato come Giovanni Pasqualino.
Secondo il nipote Tommaso Temanza, fu un giovane irrequieto. Frequentò la scuola dei Carmelitani ma, abbandonati gli studi, i genitori lo mandarono a vivere con la sorella maggiore Maria (madre dello stesso Temanza) e divenne apprendista di un mercante di spezie. Invero, difficilmente Maria avrebbe potuto crescerlo visto che tra i due vi erano solo tre anni di differenza; inoltre non esercitò mai il mestiere di mercante perché già nel 1693 risulta impiegato nella costruzione dell'altare della Cappella di San Domenico, presso la basilica dei Santi Giovanni e Paolo, su progetto di Antonio Gaspari. Sempre il Temanza riferisce che lo Scalfarotto divenne architetto sotto la guida di Andrea Musalo, tuttavia, considerata la scarsa differenza di età, è più probabile che tra i due vi fosse un rapporto di amicizia, cosa confermata dai libri e dagli strumenti che il secondo lasciò in eredità al primo. Verosimilmente, lo Scalfarotto si formò presso il padre assieme al fratello minore Bartolomeo, che fu pure muratore e scultore.
Tra il 1696 e il 1710 compare, in qualità di murèr, nelle licenze edilizie dei giudici del Piovego (tra i suoi committenti, la famiglia Widmann). Ma la sua carriera conobbe una svolta solo nel 1711, quando aveva quasi quarant'anni: tra il febbraio e il marzo di quell'anno compì un viaggio di formazione a Roma, assieme ai colleghi Domenico Rossi, Giuseppe Torretti, Pietro Baratta, Domenico Piccoli e Biagio Isperge e, il 9 settembre successivo, fu nominato proto dell'Arsenale (ricoprirà questa carica fino al 22 febbraio 1755). Con questo ruolo effettuò principalmente lavori di routine, come perizie, restauri e riparazioni alle fabbriche già esistenti. Fanno eccezione il rifacimento delle sale delle Armi (distrutte da un incendio e ricostruite tali e quali) e la progettazione del cosiddetto Tezzon alle Seghe, un magazzino per il legname. La genesi di quest'ultima opera fu alquanto travagliata, visto che, a causa del terreno inadatto, si protrasse per diversi anni con un conseguente aumento dei costi; di queste problematiche dovette rispondere lo Scalaforotto che fu momentaneamente sospeso dal suo incarico. L'edificio sussiste tuttora, sebbene sia stato profondamente rimaneggiato nel corso dell'Ottocento: si trattava di un lungo corpo (145 m) scandito da tredici arcate prive di ordini, con oculi che richiamavano l'architettura tardoromana.
Nel 1712, dopo aver compiuto un sopralluogo con Luca Carlevarijs, presentò un progetto per un monastero femminile da edificare presso la chiesa di Santa Maria del Monte a Conegliano, ma la costruzione non andò in porto. Nel 1718 fu consultato per il restauro della cupola di San Giorgio Maggiore. Nel primo o nel secondo decennio del Settecento convolò a nozze con Caterina Rossi, figlia del già citato Domenico, da cui ebbe tre figli: Caterina, andata monaca, Giovanna, sposata a Giacomo Turchi di Parma, e Tommaso, proto del magistrato alle Acque; rimasto vedovo nel 1719, si risposò con Marina Tirali, figlia dell'architetto Andrea, da cui non ebbe figli che raggiunsero l'età adulta. Fu proprio grazie alla raccomandazione del Tirali se nel 1737 fu eletto proto ai monasteri, carica che detenne sino al 1762. Verso il 1737 diede la propria consulenza in occasione del restauro della cupola della basilica di San Marco.
Secondo quanto riportato nei diari del medico Giovanni Bianchi, nell'agosto 1740 lo Scalfarotto partecipava al salotto letterario dell'inglese Joseph Smith, futuro console a Venezia.
Il periodo di maggiore attività fu quello a cavallo tra il terzo e il quarto decennio del secolo. Nel 1724 presentò dei progetti per la ricostruzione delle chiese di Sant'Eufemia a Rovigno e dei Gesuati a Venezia, ma non vennero approvati (gli furono preferiti quelli di Giovanni Dozzi e di Giorgio Massari rispettivamente). Nel 1724-25 realizzò il tabernacolo della Scuola Grande dei Carmini, sull'altare dell'omonima chiesa, e nel 1725, quale proto aggiunto, affiancò Domenico Rossi nella costruzione della ca' Corner della Regina. Nel 1726 costruì una controscarpa per il campanile di San Giorgio Maggiore e nel 1727 presentò delle perizie per restaurare la Scuola Grande di San Giovanni Evangelista (ma i lavori furono affidati, ancora una volta, al Massari).
Diverse altre opere coeve sono di incerta attribuzione, come il campanile della chiesa di San Pantalon a Venezia e lo scalone di villa Giovanelli a Noventa Padovana; sappiamo che il disegno di quest'ultimo era stato inizialmente commissionato a Marco Torresini, ma in seguito, su consiglio del pievano di San Simeon Piccolo, i Giovanelli avevano chiesto dei nuovi progetti allo Scalfarotto a cui fu verosimilmente assegnato il lavoro. Negli anni 1720 cominciò anche la collaborazione con la Scuola Grande di San Rocco, che perdurò almeno fino al 1739: diresse i restauri della chiesa della confraternita (1726) e ne progettò gli altari laterali (1733). Nel 1733 circa fu invece chiamato a intervenire sull'isola di San Servolo. L'ospedale che vi fu costruito fu però progettato dal Massari, dopo che lo Scalfarotto era stato licenziato nel 1752.
La critica moderna ha stralciato dal suo catalogo il campanile di San Bartolomeo (opera di Giovanni Maria Scarpato e Domenico Fossati) e i lavori per ca' Zenobio e il palazzo Contarini degli Scrigni (attribuitigli da Gianjacopo Fontana). Nel 1735, assieme al nipote Tommaso Temanza, fu a Rimini per rilevare il ponte di Tiberio e l'arco di Augusto. Negli stessi anni era in rapporti con il giovane Giovanni Battista Piranesi, di cui fu forse maestro. L'unica opera di rilievo dello Scalfarotto è la ricostruzione della chiesa di San Simeon Piccolo, del cui cantiere risulta essere proto già nel 1721. La critica moderna (a partire da Elena Bassi) ha avanzato dei dubbi riguardo alla paternità del progetto, dato che lo Scalfarotto svolse generalmente una carriera piuttosto mediocre; non si può escludere che egli, in quanto proto, possa aver diretto il cantiere ricevendo suggerimenti dalla stessa committenza.
Dagli anni 1740, con l'avanzare dell'età, le notizie sul suo conto scarseggiano. Nel 1741 diresse la costruzione dell'altare di San Nicolò per la chiesa di Sant'Andrea della Zirada. A lui o al figlio Tommaso è attribuita la cappella della Santa Casa, eretta nel 1744-45 nella chiesa di San Pantalon. Sul finire del quinto decennio del secolo lasciò la casa di Sant'Agnese (proprietà di Marco Musalo, forse fratello di Andrea), per trasferirsi a Santa Maria Formosa con il figlio, pagando un affitto di cinquanta ducati annui, segno di una certa agiatezza. Fece testamento nel 1754: eredi furono nominati la moglie Marina, che ricevette i beni a Venezia, e il figlio Tommaso, al quale andarono le proprietà a Valmarino, dove dispose di costruire un oratorio in cui fosse celebrata quotidianamente una messa per i defunti; disegni e modelli pervennero all'amato nipote Tommaso Temanza. Morì dieci anni dopo e fu sepolto a Santa Maria Formosa.